# روابط ایران و مالزی
روابط ایران و مالزی از نزدیکترین مناسبات سیاسی ایران در شرق آسیا به‌شمار می‌رود. قبل پیروزی انقلاب ۱۳۵۷ ایران دو کشور روابط دوجانبه چندانی با یکدیگر نداشتند ولی بعد از پیروزی انقلاب، دو کشور از جهات اقتصادی، مذهبی و فرهنگی تمایل به انجام همکاری‌های نزدیک با یکدیگر نمودند و سفارتخانه‌های دو دولت در کشور مقابل تأسیس شد. تا پیش از روی کارآمدن دولت نهم ایران روابط دو کشور در وضعیت مطلوبی قرار داشت و مراودات اقتصادی و علمی و سفر اتباع دو کشور در بالاترین سطح در تاریخ روابط دوجانبه بود. سید محمد خاتمی رئیس‌جمهور ایران در ۳ نوبت به کشور مالزی سفر داشت و نخست‌وزیر مالزی هم دو سفر به ایران انجام داد؛ ولی بعد از روی کار آمدن دولت نهم و مناقشات بین‌المللی بر سر برنامه هسته‌ای ایران و به تبع آن وضع تحریم‌های علیه ایران، روابط اقتصادی دو کشور که یکی از مهم‌ترین ارکان روابط دوجانبه را تشکیل می‌داد دچار ضربه سختی شد که به‌طور کلی بر روابط دوجانبه سایه افکند. از طرفی نگاه منفی که در دولت نهم و دهم نسبت به سفر گسترده اتباع ایرانی به مالزی به وجود آمده بود و سخت‌گیری‌هایی که در این زمینه جهت کاهش این سفرها انجام می‌شد، موجب کدورت و دلسردی مقامات مالزی نسبت به ایران شد که عاملی دیگر در به سردی گراییدن روابط مستحکم گذشته به حساب می‌آید.اما تا کنون روابط گرم با فراز و نشیب هایی داشتند
شهروندان مالزی می‌توانند ۱۴ روز بدون نیاز به ویزا به ایران سفر کنند.
در اکتبر ۲۰۱۳ اعلام شد مالزی به دلیل سوء استفاده برخی مسافرین اعتبار ویزای توریستی برای ایرانیان را از ۳ ماه به ۱۴ روز کاهش داده‌است.